# Copa dos Campeões de Voleibol Feminino de 2017
A Copa dos Campeões de Voleibol Feminino de 2017 foi a sétima edição da competição internacional realizada a cada quatro anos, sob chancela da Federação Internacional de Voleibol (FIVB).
Ocorrendo sempre no ano posterior à realização dos Jogos Olímpicos, e com sede fixa no Japão, em 2017 foi disputada entre os dias 5 e 10 de setembro nas cidades de Nagoia e Tóquio. Na sequência desta competição será disputado o torneio masculino.
A seleção da China conquistou invicta o título, ao somar maior número de pontos, seguida pelo Brasil que encerrou com a medalha de prata e os Estados Unidos, que completou o pódio. A ponteira chinesa Zhu Ting recebeu o prêmio de melhor jogadora (MVP) da competição, além de integrar a seleção do campeonato na sua posição.

## Formato
A competição foi disputada por seis seleções no sistema de pontos corridos, onde todas se enfrentam em um grupo único. A equipe que somou mais pontos, ao final das cinco rodadas, foi declarada campeã.

## Equipes participantes
Ao contrário das edições anteriores, onde participavam da Copa dos Campeões as seleções campeãs dos seus respectivos torneios continentais, para essa edição a FIVB decidiu outorgar quatro vagas para a melhor seleção ranqueada de cada continente (Ásia, Europa, América do Norte e Central e América do Sul) após a disputa dos Jogos Olímpicos de 2016, mais uma equipe convidada pela organização, além do Japão por ser o país-sede.
| Classificação                    | Vagas | Classificados  |
| -------------------------------- | ----- | -------------- |
| País-sede                        | 1     | Japão          |
| Melhor ranking da Ásia           | 1     | China          |
| Melhor ranking da Europa         | 1     | Rússia         |
| Melhor ranking da NORCECA        | 1     | Estados Unidos |
| Melhor ranking da América do Sul | 1     | Brasil         |
| Convite                          | 1     | Coreia do Sul  |
| TOTAL                            | 6     |                |

## Critérios de classificação no grupo
1. Número de vitórias;
2. Pontos;
3. Razão de sets;
4. Razão de pontos;
5. Resultado da última partida entre os times empatados.

- Placar de 3–0 ou 3–1: 3 pontos para o vencedor, nenhum para o perdedor;
- Placar de 3–2: 2 pontos para o vencedor, 1 para o perdedor.[5]

## Classificação
|     |                |     | Jogos | Jogos | Jogos | Resultados | Resultados | Resultados | Resultados | Resultados | Resultados | Sets | Sets | Sets  | Pontos | Pontos | Pontos |
| Pos | Equipe         | Pts | T     | V     | D     | 3–0        | 3–1        | 3–2        | 2–3        | 1–3        | 0–3        | V    | P    | R     | V      | P      | R      |
| --- | -------------- | --- | ----- | ----- | ----- | ---------- | ---------- | ---------- | ---------- | ---------- | ---------- | ---- | ---- | ----- | ------ | ------ | ------ |
| 1   | China          | 14  | 5     | 5     | 0     | 2          | 2          | 1          | 0          | 0          | 0          | 15   | 4    | 3.750 | 454    | 343    | 1.324  |
| 2   | Brasil         | 11  | 5     | 3     | 2     | 2          | 1          | 0          | 2          | 0          | 0          | 13   | 7    | 1.857 | 438    | 405    | 1.081  |
| 3   | Estados Unidos | 7   | 5     | 3     | 2     | 1          | 0          | 2          | 0          | 1          | 1          | 10   | 10   | 1,000 | 431    | 434    | 0.993  |
| 4   | Rússia         | 7   | 5     | 2     | 3     | 1          | 1          | 0          | 1          | 1          | 1          | 9    | 10   | 0.900 | 411    | 427    | 0.963  |
| 5   | Japão          | 6   | 5     | 2     | 3     | 1          | 0          | 1          | 1          | 2          | 0          | 10   | 11   | 0.909 | 462    | 471    | 0.981  |
| 6   | Coreia do Sul  | 0   | 5     | 0     | 5     | 0          | 0          | 0          | 0          | 0          | 5          | 0    | 15   | 0,000 | 260    | 376    | 0.691  |

## Resultados
As duas primeiras rodadas serão disputadas no Ginásio Metropolitano de Tóquio, na capital japonesa. As três rodadas restantes terão as suas partidas no Nippon Gaishi Hall, na cidade de Nagoia.
Todas as partidas seguem o horário do Japão (UTC+9).
| Data   | Hora  |                    | Placar |                   | Set 1 | Set 2 | Set 3 | Set 4 | Set 5 | Total   | Relatório |
| ------ | ----- | ------------------ | ------ | ----------------- | ----- | ----- | ----- | ----- | ----- | ------- | --------- |
| 5 set  | 12:40 | Rússia             | 1–3    | ' Brasil'         | 17–25 | 25–23 | 23–25 | 12–25 |       | 77–98   | 77–98     |
| 5 set  | 15:40 | Estados Unidos     | 1–3    | ' China'          | 25–18 | 18–25 | 14–25 | 17–25 |       | 74–93   | 74–93     |
| 5 set  | 19:15 | ' Japão '          | 3–0    | Coreia do Sul     | 25–23 | 25–21 | 26–24 |       |       | 76–68   | 76–68     |
| 6 set  | 12:40 | Brasil             | 2–3    | ' China'          | 20–25 | 12–25 | 25–20 | 25–23 | 17–19 | 99–112  | 99–112    |
| 6 set  | 15:40 | Coreia do Sul      | 0–3    | ' Estados Unidos' | 22–25 | 20–25 | 16–25 |       |       | 58–75   | 58–75     |
| 6 set  | 19:15 | ' Rússia '         | 3–1    | Japão             | 22–25 | 25–18 | 25–22 | 28–26 |       | 100–91  | 100–91    |
| 8 set  | 12:40 | ' Estados Unidos ' | 3–2    | Rússia            | 23–25 | 25–21 | 19–25 | 25–21 | 15–9  | 107–101 | 107–101   |
| 8 set  | 15:40 | ' China '          | 3–0    | Coreia do Sul     | 25–14 | 25–4  | 25–12 |       |       | 75–30   | 75–30     |
| 8 set  | 19:15 | ' Japão '          | 3–2    | Brasil            | 25–18 | 25–27 | 25–15 | 16–25 | 15–6  | 106–91  | 106–91    |
| 9 set  | 12:40 | Rússia             | 0–3    | ' China'          | 20–25 | 18–25 | 20–25 |       |       | 58–75   | 58–75     |
| 9 set  | 15:40 | ' Brasil '         | 3–0    | Coreia do Sul     | 25–15 | 25–10 | 25–23 |       |       | 75–48   | 75–48     |
| 9 set  | 19:15 | Japão              | 2–3    | ' Estados Unidos' | 25–22 | 21–25 | 28–26 | 21–25 | 12–15 | 107–113 | 107–113   |
| 10 set | 11:40 | Coreia do Sul      | 0–3    | ' Rússia'         | 19–25 | 16–25 | 21–25 |       |       | 56–75   | 56–75     |
| 10 set | 14:40 | Estados Unidos     | 0–3    | ' Brasil'         | 20–25 | 23–25 | 19–25 |       |       | 62–75   | 62–75     |
| 10 set | 18:15 | ' China '          | 3–1    | Japão             | 25–22 | 24–26 | 25–18 | 25–16 |       | 99–82   | 99–82     |

## Classificação final
| Campeão | Vice-campeão | Terceiro lugar |
| China Yuan Xinyue · Zhu Ting · Gong Xiangyu · Diao Linyu · Yao Di · Zhang Changning · Liu Xiaotong · Zheng Yixin · Wang Chenyue · Lin Li · Ding Xia · Wang Mengjie · Yan Ni · Zeng Chunlei | Brasil Mara Leão · Naiane Rios · Ana Carolina da Silva · Rosamaria Montibeller · Roberta Ratzke · Gabriela Guimarães · Tandara Caixeta · Natália Pereira · Amanda Francisco · Gabriella Souza · Monique Pavão · Suelen Pinto · Ana Beatriz Correa · Saraelen Lima | Estados Unidos Carli Lloyd · Justine Wong-Orantes · Rachael Adams · TeTori Dixon · Lauren Carlini · Lauren Gibbemeyer · Madison Kingdon · Jordan Larson · Andrea Drews · Michelle Bartsch-Hackley · Kimberly Hill · Foluke Akinradewo · Megan Courtney · Aiyana Abukusumo-Whitney |

| 4 | Rússia        |
| 5 | Japão         |
| 6 | Coreia do Sul |

## Prêmios individuais
As jogadoras premiadas individualmente foram:
- MVP (Most Valuable Player):  Zhu Ting